# 8034 Akka
8034 Akka (1992 LR) là một tiểu hành tinh Amor được phát hiện ngày 3 tháng 6 năm 1992 bởi C. S. Shoemaker và E. M. Shoemaker ở Palomar, as it neared a close approach to Earth ngày July 29 ở 12.11 million km.